# Lorica hamata
Lorica est le nom des défenses corporelles (souvent nommées, en français, « armures ») dans la Rome antique.

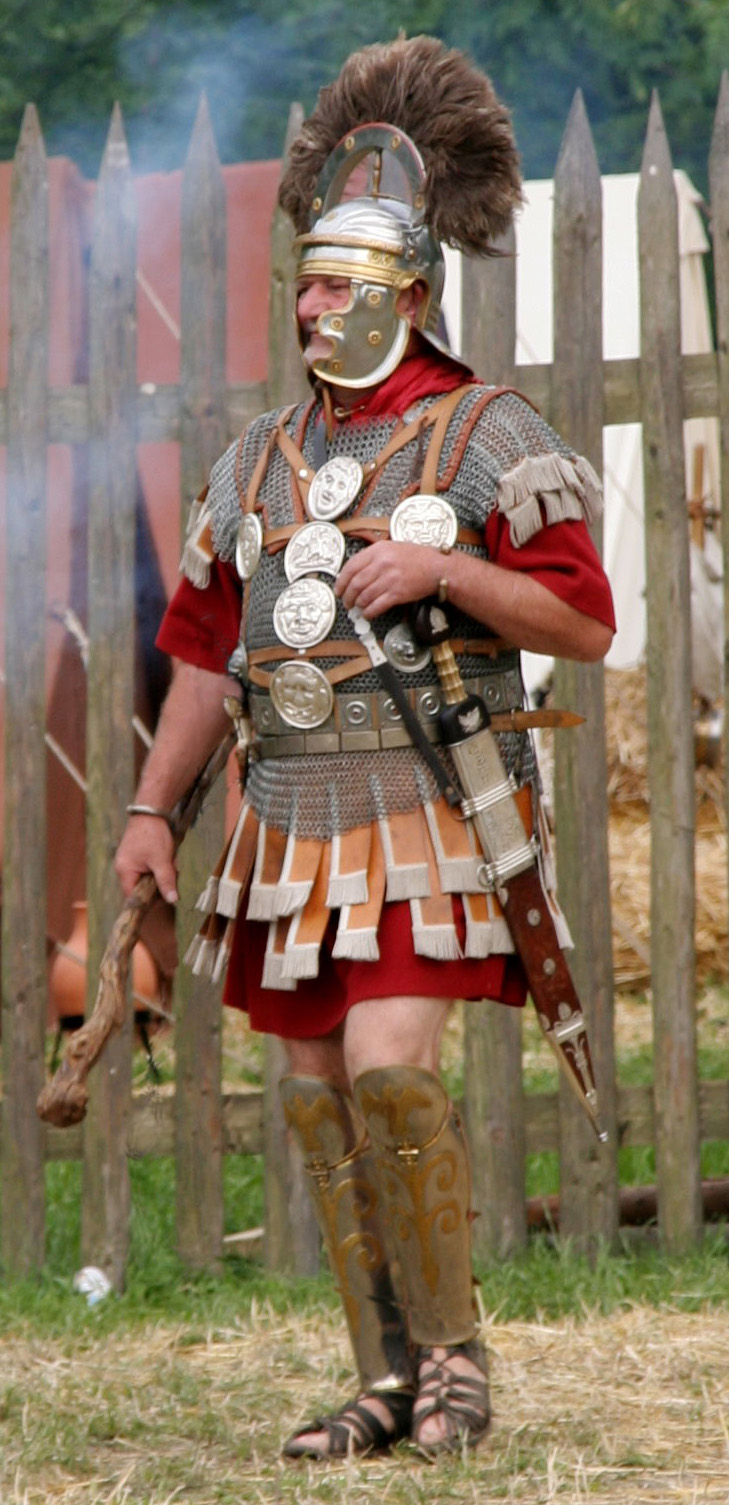
Centurion portant un subarmalis sous une lorica Hamata

Hamata est une cotte de mailles en mailles annulaires. C'était généralement des cottes de mailles de type dit 1/4 (1 anneau est relié à 4 autres) fermées par une rivure à grains d'orge (voir cotte de mailles et cotte de mailles annulaire).

## Histoire
Après le désastre de la prise de Rome (environ -390) les troupes de la ligue latine furent réformées.
Les cuirasses de bronze furent abandonnées au profit de la défense de l'adversaire celte, c'est-à-dire la cotte de mailles annulaire.
À la suite des conquêtes de la Grèce et du Levant (Proche-Orient méditerranéen) la fermeture de la Lorica hamata fut copiée de la fermeture utilisée par les Grecs sur leur « armure de lin » (voir jaque et linothorax).
Cette fermeture est une pièce en U ajoutée à la défense.
Le côté plein du U est fixé dans le dos, les branches du U passent sur les épaules et sont fixées à leurs extrémités.
Les tissus de mailles étant plus souples que les épaisseurs de lin utilisées par les Grecs, l’épaulière ainsi formée ne tenait pas en place. Elle glissait le long du bras. Du coup l’épaule n’était plus protégée et la Lorica glissait le long du corps et entravait les mouvements du bras.
Afin de maintenir correctement les épaulières en place, on a ajouté des attaches latérales supplémentaires.
En outre, l'encolure a été doublée par une pièce de tissu ou de cuir. Ce renfort doublait le dessous de l'encolure et se rabattait de 2 ou 3 cm sur le dessus. Une couture maintenait ensemble le rabat de la doublure, le "tissu" de mailles et la doublure[réf. nécessaire].

## Évolution

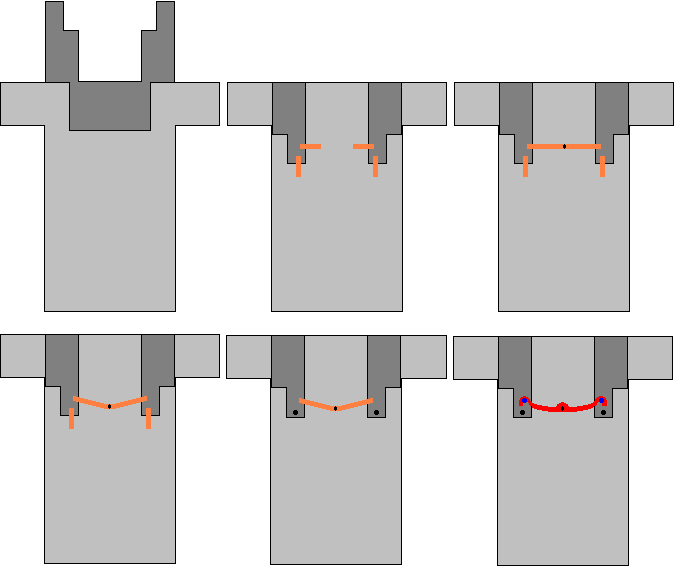

Évolution du mode de fixation de l’encolure de la lorica hamata :
- Le premier dessin montre une lorica « Ouverte ». Pour la passer, on l’enfilait par le haut, puis on rabattait et fixait les 2 épaulières.
- Les 2 dessins suivants montrent les premiers essais pour maintenir les épaulières en place. Ce fut la deuxième solution qui s’imposa. Une courroie de cuir maintient en place les 2 épaulières. Cette courroie est elle-même maintenue par un rivet au centre de la poitrine.
- Les 3 dessins suivants montrent l’évolution du système.
  - Le rivet de la courroie de maintien se rive plus bas sur la poitrine.
  - Les courroies maintenant l’encolure fermée sont remplacées par des rivets.
  - Enfin, la courroie, maintenant les épaulières en place, est remplacée par une pièce métallique. Cette pièce est rivée de manière lâche sur la poitrine. Elle affecte une forme de U, dont chaque branche ce terminerait par un crochet (en gros chaque branche forme un S, le haut du S formant un crochet). Le crochet de la branche se bloque sur un bouton rivé à l’épaulière. Voir cet exemple Sur un site du Ministère de la culture.

Cette forme est restée la forme de base des Lorica hamata jusqu’au Ve siècle. À partir du Ve siècle elle tomba en désuétude, et fut remplacée par des broignes beaucoup plus simples et surtout moins chères.
De César à son abandon, la taille de la Lorica hamata a cependant varié. Descendant à peine au-dessous des reins à l’origine, elle a presque atteint les genoux par la suite puis a de nouveau raccourci.
De même, la taille des manches a varié. Les premiers exemplaires étaient sans manches. Puis des manches courtes (quelques centimètres) ont été ajoutées. Par la suite la taille des manches a varié suivant les modes et les pays. Il semble que certains légionnaires stationnés en Syrie aient adopté des manches longues.
Vers la fin du Ier siècle apr. J.-C., le système de fixation des épaulières par une barrette s’est généralisé. Parallèlement les épaulières semblent avoir perdu leur doublure. À cette même époque, il semble que certains cavaliers aient remplacé leur encolure grecque par des épaulières de lorica segmenta[réf. nécessaire].
Tout du long de l'utilisation de cette défense, le "tissu" de maille semble avoir majoritairement été fait sur le modèle 4/1.

## Pièces annexes aux lorica hamata
Suivant leurs goûts et les risques encourus, les légionnaires ont utilisé des défenses ou des pièces annexes à leur lorica.
Il y a bien les surcots portés dans les pays chauds (des tuniques légères passées sur la cotte de mailles sont attestées dans tout le Proche Orient romain).
Parallèlement, l’utilisation de surcots est connue dans la partie nord des Gaules et sur les frontières germaniques (des tuniques épaisses étaient parfois portées en hiver).
On trouve aussi des manches de mailles, fixes ou amovibles. Elles pouvaient protéger les jambes aussi bien que les bras.
Des cnémides (jambières grecques) étaient parfois utilisées.
Quelques bas-reliefs montrent des plaques métalliques fermant le devant de l’encolure[réf. nécessaire].
Un foulard était quasiment toujours porté avec les lorica, quel que soit leur type (protection du cou contre les frottements de l’armure et aussi contre les armes adverses, elles avaient généralement de vastes encolures entraînant de gros risques de blessures).
Depuis le règne d’Auguste, un gambison nommé subarmalis ou thoracomachus était parfois porté sous les lorica hamata. Ce gambison était souvent richement décoré et servait surtout d’insigne de grade (porté quasi exclusivement par les optio et les décurions)[réf. nécessaire].

## Fabrication

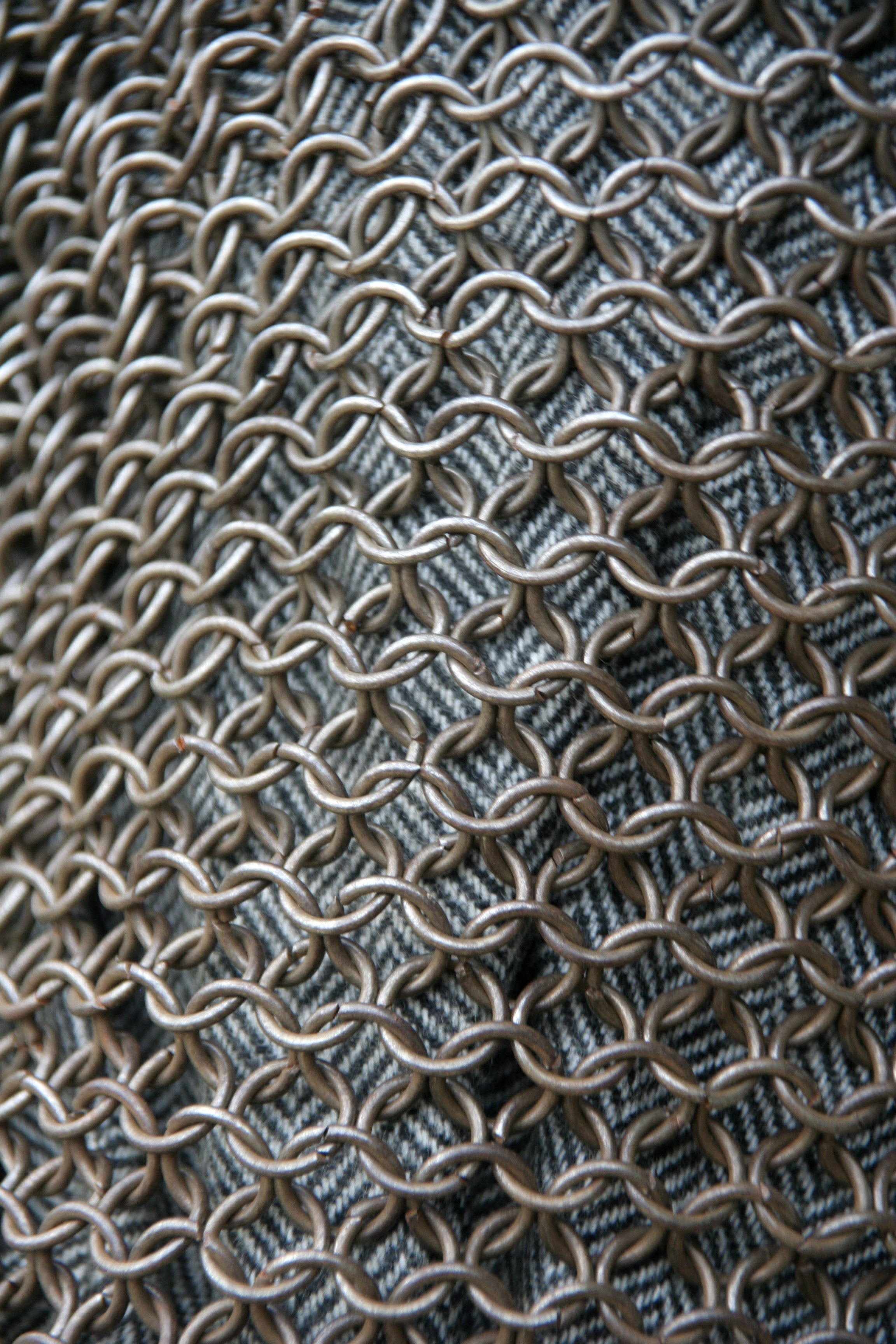
Détail des liens de métal. Réplique du IIe siècle

Les anneaux constituant les lorica hamata étaient fabriqués à partir d’un fil de fer. Depuis au moins le VIIIe siècle, on obtient un fil de fer en forçant un lingot de fer dans une filière équipée d'orifices de tailles décroissantes[réf. nécessaire]. À l’époque romaine, on obtenait un fil de fer en forçant un lingot à travers une filière à une seule perforation qui donnait directement le fil de fer final. Utiliser une seule filière était beaucoup plus difficile et délicat (rupture du fil en cours de passage). Le fil de fer était donc plus coûteux, et plus long à obtenir.
Durant les guerres civiles ayant précédé le règne d’Auguste (dispute du pouvoir entre Antoine et Auguste après la mort de César), on mit au point la lorica segmentata. Cette mise au point nous donne indirectement le temps nécessaire à la fabrication d’une lorica hamata.
Les chroniques de l’époque[réf. nécessaire] indiquent qu’il fallait environ 70 heures pour fabriquer une lorica segmentata (à partir de fer préparé), et environ 3 fois plus de temps pour fabriquer une lorica hamata (à partir du fil de fer).
Le type de maille le plus courant semble avoir été des mailles "classiques" 4:1 (Voir cotte de mailles annulaires) rivées. Bien que les filandières ait été connues, de nombreuses semblent avoir été plates (aplaties ?). Tant les textes de l'époque que les restes archéologiques[réf. nécessaire] nous indiquent que la plupart des mailles étaient rivetées. Cependant, il semble que certaines cottes de mailles étaient composées de mailles non fermées.
Enfin il semble que certaines cottes de mailles étaient fabriquées avec une variante en anneaux soudés de la maille 4:1. Les 4 anneaux maintenus par la maille centrale étaient non pas rivetées, mais soudées. Seule la maille centrale, assemblant l'ensemble, était rivetée.

## Décoration
Les légionnaires romains faisaient décorer leurs armements. Si ce phénomène atteignait des sommets pour les armes de parades, les armes de guerre n’en étaient pas exclues.
Sur des restes de certaines loricae Hamatae retrouvées dans des rivières, on a pu constater la présence d’une ou plusieurs rangées d’anneaux de bronze bordant le bas du vêtement.
Cette décoration ressemble à celle utilisée sur certaines cottes de mailles de parade indienne du XIXe et du début du XXe siècle[réf. nécessaire].
Ainsi que précisé plus haut, nombre de loricae étaient fermées par une agrafe pectorale. Cette agrafe était constituée de deux branches en S. Ces deux branches étaient reliées à leur base par un axe, l’ensemble affectant la forme d’un U ou d’une lyre déformée. Cette surface plate était très souvent décorée. Généralement le bout de chaque branche (formant un crochet) affectait la forme d’une tête de serpent, mais l’agrafe complète pouvait être ciselée et dorée[réf. nécessaire].
Il faut se rappeler que dans l’armée romaine la décoration et la richesse des armes était un signe de richesse personnelle, mais aussi et surtout un signe de grade[réf. nécessaire].

## Dérivés
Des défenses corporelles dérivées semblent avoir existé. La plus connue est la lorica plumata

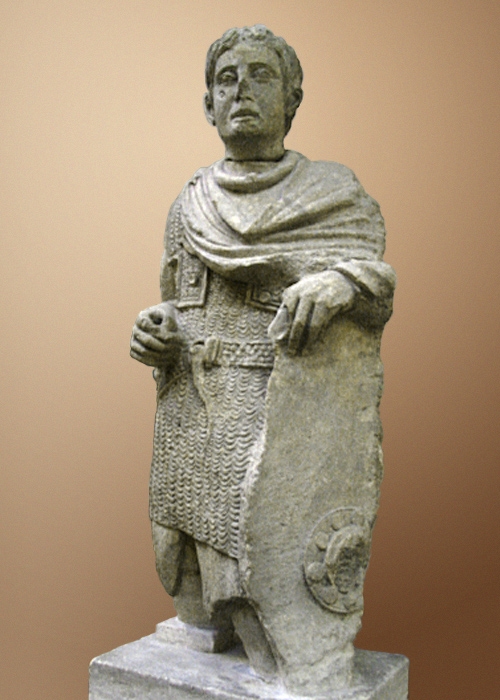
Guerrier de Vachères de face.
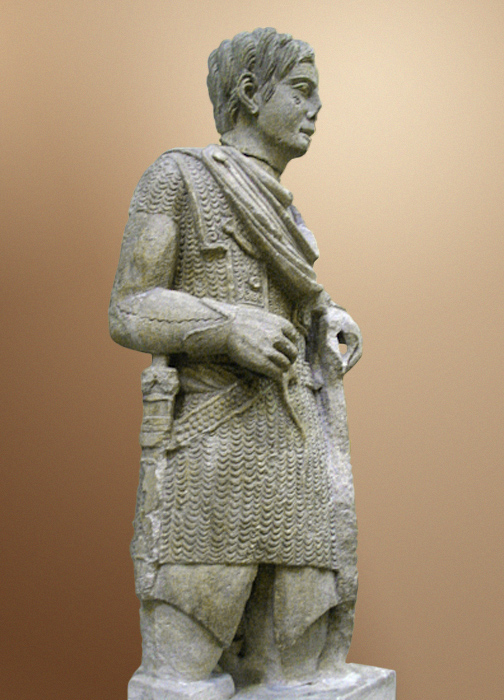
Guerrier de Vachères de profil.

Le « guerrier de Vachère » est une statue de guerrier gallo-romaine de l'époque augustéenne. Il porte une cotte de mailles de type romain, très semblable à la Lorica hamata[réf. nécessaire].